# 彗尾

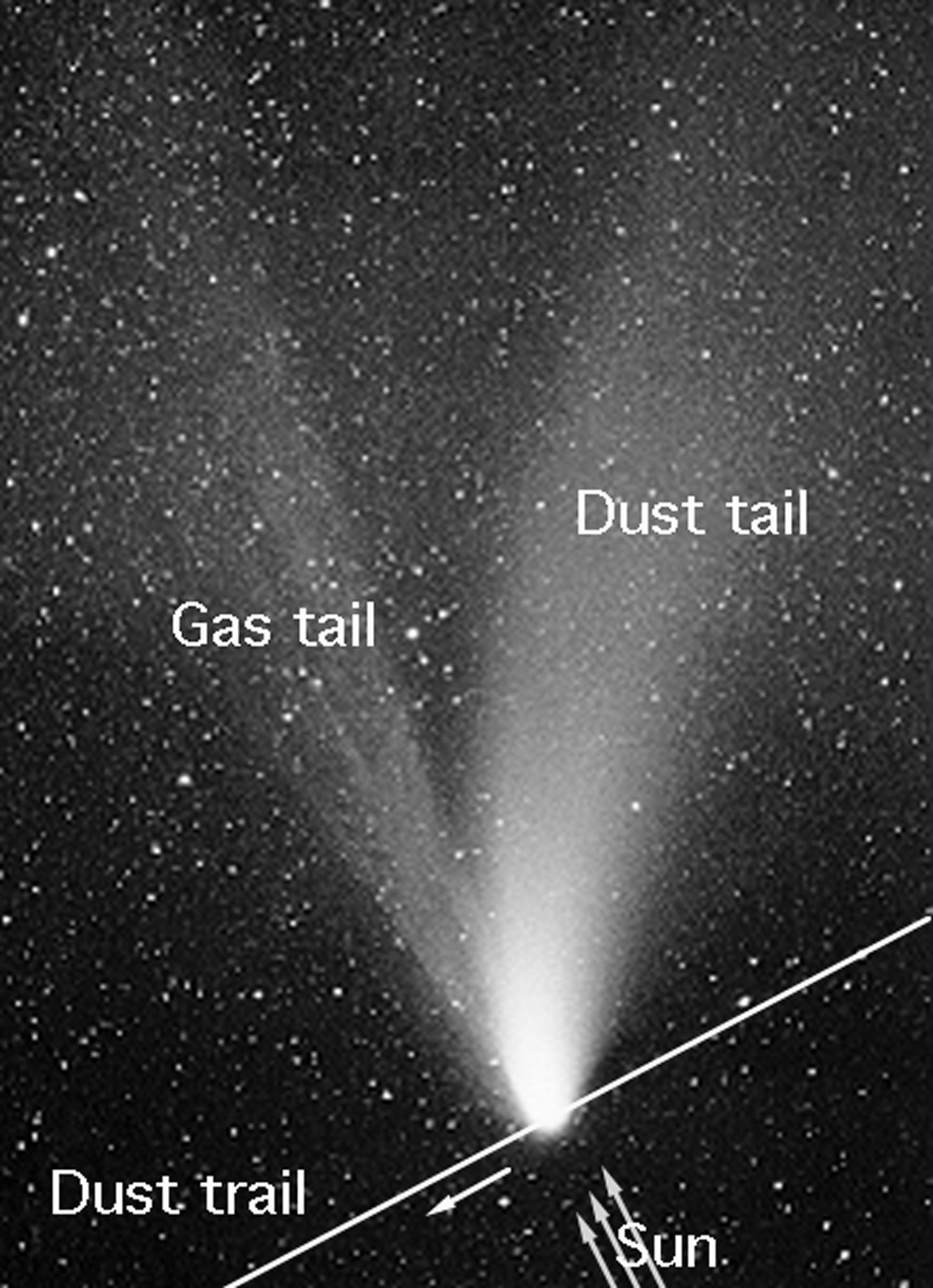
彗星塵埃尾的圖，塵埃尾(或反尾都是以氣體為主的彗尾。NASA

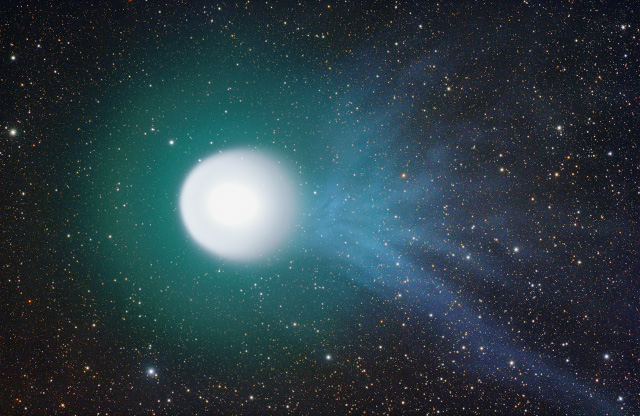
霍姆斯彗星 (17P/霍姆斯)在2007年顯示出藍色的離子尾(在右邊)。

彗尾（英語：comet tail）和彗髮是彗星在內太陽系受到太陽照射，從地球可以看見的結構，是由直接反射陽光的灰塵和從發射出光輝的離子化氣體兩種形成來源結合成的。多數的彗星都很暗淡，必須用望遠鏡才能看見，但是每十年左右，都會有幾顆亮到可以用裸眼直接看見的彗星。
每顆彗星的氣體和塵埃噴流形成的彗尾都是獨特的，指向的方向也都略有不同。塵埃尾會被拖曳在彗星軌道的後方，他經常會因為曲線的形狀而形成反尾。同時，由氣體構成的離子尾永遠都指向背向太陽的方向，因為這些氣體受到太陽風的影響遠比塵埃來得強烈，跟隨的是磁力線，而不是軌道的路徑。從地球觀測的視差有時會使彗尾看似指向相反的方向。
彗星固體的核心大小一般不會超過50公里的直徑，但是彗髮可以比太陽還要大，並且彗尾的長度可以超過1天文單位(1億5千萬公里)或是更長。 
對反尾的觀測在太陽風的發現上有著重大的貢獻。古中國在對彗星的長期觀察中，注意到彗尾總是背向太陽，西元653年正史描述當彗星早上出現時，它的尾指向西，而當它晚上出現時，它的尾巴指向東，古書推斷是太陽的氣將彗尾吹向背離太陽的方向。
離子尾的形成是太陽的紫外線輻射對彗髮產生光電效應的結果。一旦質點被游離，它們會獲得淨值為正的電荷，並且產生"誘導磁層"包圍著彗星。彗星和誘導磁場對向外流動的太陽風粒子形成一個障礙，彗星在軌道上相對於太陽風的速度是超音速的，因此在太陽風流動方向的彗星前端形成弓形震波。在這個弓形震波，彗星高濃度的離子(稱為"吸合離子")聚集並"載入"活動中的電漿與太陽磁場，而這些場線披覆在彗星的周圍形成了離子尾。

## 尾的形成
在外太陽系，彗星依然維持著冰凍的狀態，由於它們的體積很小，因此很難被偵測到。從統計上，哈伯太空望遠鏡可以檢測在柯伊伯帶中非活動狀態下的彗星，但這些檢測結果仍受到質疑，並且未能獨立的被驗證。當一顆彗星接近內太陽系，太陽輻射導致彗核內的揮發性物質蒸發，並且夾帶著塵埃顆粒一起流出。這些被釋放出的塵埃和氣體形成一個極為巨大，但也極端脆弱的大氣層包圍著彗星，稱為彗髮 ，太陽的輻射壓和太陽風施加在彗髮上的力導致一個巨大的彗尾形成，並且它的方向永遠是離開太陽的。

## 彗尾的流失
如果離子尾是充分發展的，則磁場在某一點上會擠壓在一起，在某一段距離上的離子尾會發生磁場重聯的現象，這會造成"彗尾不連接事件"。這種現象已經多次被觀測到，最顯著的是當恩克彗星在2007年4月20日通過CME的物質時，彗尾數度完全的被切斷。此一事件是日地關係天文台觀測到的。
在1996年，發現彗星會輻射X射線。這令研究人員很驚訝，因為X射線輻射通常只出現在高溫物體。這些X射線被認為是由彗星和太陽風的交互作用生成的：當高電荷的離子飛行通過彗星的大氣層時，它與彗星的原子和分子碰撞，"搶奪"了彗星的一個或多個電子。這種掠奪導致X射線和遠紫外線光子的輻射。

## 外部連結
Template:Commons2
- 中的“Comets”
- Comets Page （页面存档备份，存于） at NASA's Solar System Exploration （页面存档备份，存于）
- Source of useful comet-related material on the Web